# ولتی (اکلاهما)
ولتی (به انگلیسی: Welty) یک منطقهٔ مسکونی در ایالات متحده آمریکا است که در شهرستان اوکفسکی، اکلاهما واقع شده‌است.